# Magnus Myst
Magnus Myst, eigentlich Marc Hotz (* 25. September 1974 in Pretoria), ist ein deutscher Autor.

## Leben
Nach Studien in Biochemie und Psychologie machte Hotz im Jahr 2003 sein Diplom an der Filmakademie Baden-Württemberg im Fach Drehbuch / Szenischer Film. Er ist Geschäftsführer eines Veranstaltungsortes für Escape Rooms in Köln.

## Bücher
- Das Böse Buch Ueberreuter, Wien 2009. ISBN 978-3-8000-5466-4
- Das verboten gute Buch Ueberreuter, Wien 2019. ISBN 978-3-8000-5541-8
- Das böseste Buch aller Zeiten Ueberreuter, Wien 2011. ISBN 978-3-8000-5615-6

Diese Bücher wurden in mehr als 10 Sprachen übersetzt. 
- Das kleine Böse Buch (2017)
- Das kleine Böse Buch 2 – Jetzt noch gefährlicher! (2018)
- Das kleine Böse Buch 3 – Deine Zeit ist gekommen! (2019)
- Das kleine Böse Buch – Spezial: Her mit deinen Freunden!, Ueberreuter, Berlin 2020, ISBN 978-3764152017
- Das kleine Böse Buch 4 – Teuflisch Gut! (2021)
- Das kleine Böse Buch 5 – Unheimlich Magisch (2022)
- Das kleine Böse Buch 6 – Monstermäßig Fies (2023)
- Das kleine Böse Buch 7 – Unvorstellbar schrecklich (2024)

## Drehbücher
- Kurz (Der Film) (2004)
- Kurzfilm „Herr Blumfisch explodiert“ (2003)
- Die Magische Bibliothek (2022)
- Das Magische Archiv (2022)
- Mission Zeitreise (2022)
- Magic Boom (202)